# Преднамеренное банкротство
Преднамеренное банкротство — совершение руководителем или учредителем юридического лица либо индивидуальным предпринимателем действий (бездействия), заведомо влекущих неспособность юридического лица или индивидуального предпринимателя в полном объеме удовлетворить требования кредиторов по денежным обязательствам и (или) исполнить обязанность по уплате обязательных платежей.
Преднамеренное банкротство является преступлением, предусмотренным уголовным кодексом (УК РФ) Российской Федерации и кодексом об административных правонарушениях (КоАП РФ). Причем, уголовная ответственность, установленная ст. 196 УК применяется в случае, если эти действия (бездействие) причинили крупный ущерб.
Крупным ущербом применительно к ст. 196 УК признаётся ущерб в сумме, превышающей два миллиона двести пятьдесят тысяч рублей, в соответствие с примечанием к ст. 170.2 УК РФ. Если же ущерб составляет менее двух миллионов двухсот пятидесяти тысяч рублей, деяние квалифицируется по ч.2 ст.14.12 КоАП РФ, т.е. предусматривает административную ответственность.